# Schlacht um Buna-Gona-Sanananda
Buna-Gona –
Kokoda –
Isurava –
Eora Creek I –
Mission Ridge/Brigade Hill –
Ioribaiwa –
Eora Creek II –
Oivi–Gorari –
Buna-Gona-Sanananda
1942

Rabaul –
1. Salamaua-Lae –
Operation N –
Operation MO –
Korallenmeer –
Buna-Gona –
Kokoda Track –
Milne-Bucht –
Goodenough –
Buna-Gona-Sanananda –
Operation Lilliput 
1943

Wau –
Bismarcksee –
I –
2. Salamaua-Lae –
Chronicle –
Finisterre –
Cartwheel –
Bougainville –
Huon –
Neubritannien –
Bombardierung von Rabaul 
1944–1945

Admiralitätsinseln –
Emirau –
Take Ichi Konvoi –
Reckless –
Persecution –
Wakde-Sarmi –
Biak –
Noemfoor –
Driniumor –
Sansapor –
Morotai –
Aitape–Wewak
Die Schlacht um Buna-Gona-Sanananda war ein Konflikt im Pazifikkrieg während des Zweiten Weltkriegs zwischen japanischen und alliierten Truppen und fand vom 16. November 1942 bis zum 22. Januar 1943 im damaligen australisch verwalteten britischen Territorium Papua im Gebiet der Küstenorte Buna, Gona und Sanananda statt.

## Vorgeschichte
Das japanische Ziel hatte darin bestanden, Port Moresby durch einen Überlandvorstoß von der Nordostküste aus zu erobern. Dazu sollte der Kokoda-Pfad, der über die Berge des Owen-Stanley-Gebirges führt, genutzt werden. Die Einnahme von Port Moresby war Teil der japanischen Strategie zur Isolierung Australiens von den Vereinigten Staaten.
Nachdem der Versuch, Port Moresby über den Landweg aus zu erreichen, fehlgeschlagen war, wurden die japanischen Streitkräfte bis Ende November 1942 in dem schmalen Küstenstreifen von Gona nach Buna im Nordosten Neuguineas eingekesselt und standen mit dem Meer im Rücken den alliierten Streitkräften im Westen und Süden gegenüber. Allerdings hatten sie zur Verteidigung sehr stark befestigte Stellungen erbaut.

### Die Situation an der Front

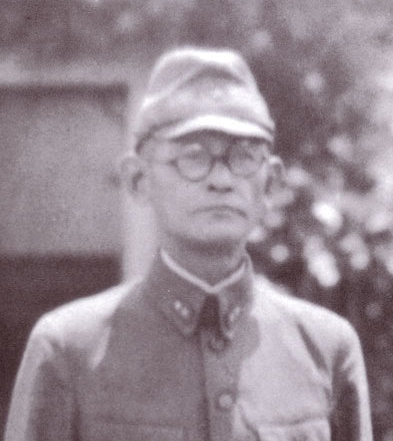
Generalleutnant Hyakutake Haruyochi

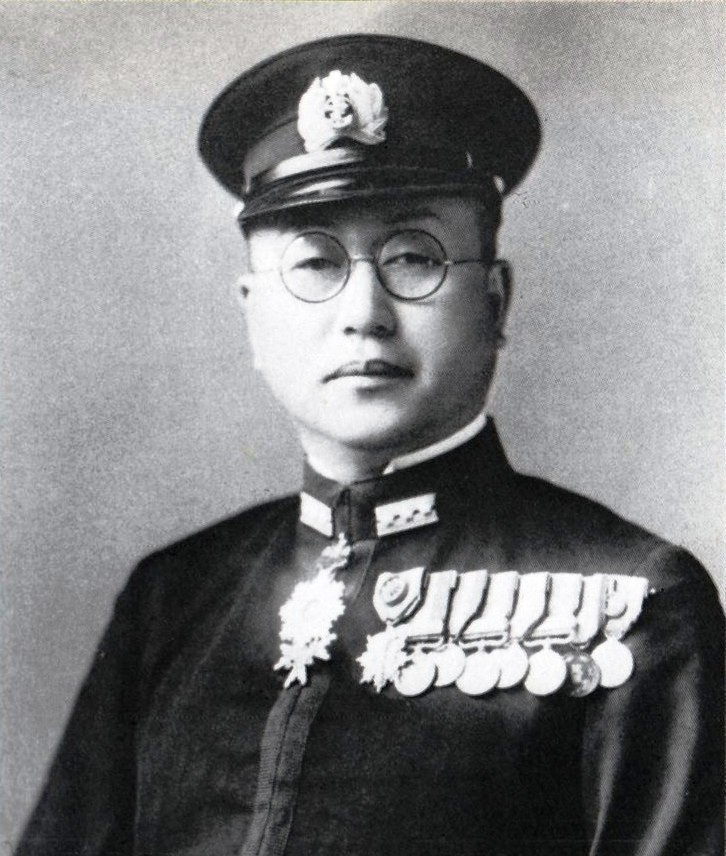
Yasuda Yositatsu

#### Japan
Schon seit Anfang September kam es immer wieder zu alliierten Luftangriffen auf das Küstengebiet bei Buna und Gona und obwohl es der japanischen Flugabwehr gelang einige Maschinen abzuschießen, war die Versorgung der Truppen von See aus stark gefährdet.
Am 13. September wurde per Telegramm von Rabaul eine alliierte Landung bei Busabua, unweit von Gona gemeldet, die sich zwei Tage später als Falschmeldung erwies. Infolgedessen rückte jedoch die aus Yokosuka stammende 5. Spezial Marinelandungseinheit (海軍特別陸戦隊 ''Kaigun Tokubetsu Rikusentai'') nach Buna vor und ihr Kommandant, Captain Yoshitatsu Yasuda, übernahm das Kommando über alle Marineeinheiten in der Region.
Über den ganzen September bis Mitte November befanden sich die Truppen der japanischen Südseeabteilung in stetigem Rückzug auf dem Kokoda-Trail. Am 19. November begannen die Einheiten über den Kumusi überzusetzen, wobei ihr Kommandant Horii Tomitarō in den Fluten ertrank.
Mehr als 1.800 erfahrene japanische Soldaten und Marinesoldaten, die größtenteils nicht am Kokoda-Track-Kampf teilgenommen hatten, befanden sich in einer hervorragenden Verteidigungsposition bei Buna und warteten auf den alliierten Angriff. Die Westflanke der japanischen Linie wurde vom Meer und den undurchdringlichen Sümpfen der Hauptmündung des Girua geschützt. Die Ostflanke grenzte an die Seeküste südlich von Kap Endaiadere. Die Mitte der Frontlinie wurde von dem weiten Sumpf zwischen den Bächen Entrance und Simemi gebildet.
Das 3. Bataillon des 229. Infanterieregiments, das schon in Canton und Hongkong gekämpft hatte (→ Schlacht um Hongkong), verlegte am 18. November von Gona und besetzte die Ostflanke zusammen mit einer Ersatzeinheit, die Yamamoto Butai genannt wurde, nach ihrem kommandierenden Offizier Major Tsuneichi Yamamoto. Diese Einheiten wurden unter das Oberkommando von Generalmajor Kensaku Oda, dem Nachfolger von General Horii, gestellt. Die Infanterie zählte 1.165 Soldaten, hinzu kamen 200 Flugabwehr- und Gebirgsartilleristen. Vom 144. Infanterieregiment, das bei der Expedition nach Port Moresby dezimiert worden war, waren noch etwa 100 Mann übrig sowie weitere rund 300 Angehörige verschiedener Waffengattungen, darunter Pioniere, Sanitäter, Nachrichten- und Versorgungspersonal. Dazu noch ca. 400 japanische, taiwanische und koreanische Arbeiter der 14. und 15. Baueinheit. Die japanische Streitmacht in Buna belief sich damit auf etwa 2.200 Mann, von denen rund 1.800 Kampftruppen waren.
Da der Grundwasserspiegel im zu verteidigenden Gebiet nicht sehr tief war, konnten keine tief liegenden Schutzstellungen gegraben werden. Daher legten die Japaner Hunderte von Kokosnussholzbunkern an, die sich gegenseitig unterstützend in einer Tiefenstaffelung angeordnet waren. Einige große Bunker wurden sogar mit Stahlträgern verstärkt, während einige Stahlbeton-Unterstände in der Nähe der jetzt verlassenen Landebahn etwa 600 m von Buna Mission entfernt standen. Zudem wurden Blockhäuser aus Lehm gebaut, die 20 oder 30 Mann aufnehmen konnten, wo es das Gelände und der taktische Vorteil erlaubten. Im gesamten Umkreis wurden zahlreiche kleinere Feldbefestigungen in dichtem Gelände mit Bäumen oder Dschungelvegetation platziert.

#### Alliierte
Zur Einnahme von Buna-Gona hatte General MacArthur eine Gesamtstärke von zehn Brigaden in der Region. Alliierte Flugzeuge sollten von Port Moresby aus anfliegen und japanische Nachschubtransporte in Rabaul mit Hilfe genauer Informationen von geheim platzierten Küstenwächtern angreifen. Für den Angriff waren vier Achsen vorgesehen: die Australier auf dem Kokoda Track und dem Kapa Kapa-Jaure Track im Südosten, die dritte Achse ausgehend von der Milne-Bay sowie als Viertes ein direkter Flugweg von Südosten nach Buna auf dem Truppen von Wanigela südlich vom Kap Nelson aus eingeflogen wurden. Die dortige Landebahn erwies sich als ausreichend geeignet für die Landung von Transportflugzeugen. So wurden umgehend Befehle zur Einnahme des Flugfeldes erteilt, was am 5. Oktober ohne Wissen oder Widerstand der Japaner durchgeführt wurde. Sofort wurden australische und amerikanische Truppen eingeflogen, die anschließend nach Pongani, 37 km von Buna entfernt, verlegten. Patrouillen erkundeten einen Weg durch die Hydrographers Range, und in Pongani wurde eine Landebahn für Transportflugzeuge errichtet.
Bis zum 2. November hatte das 128. Infanterieregiment mit Ausnahme eines halben Bataillons in Port Moresby seine Verlegung in das Gebiet von Pongani abgeschlossen. Die australische 2/6th Commando Squadron, die den Vormarsch deckte, erkundete die Routen nach Buna. Das 2. Bataillon des 126. Infanterieregiments, das von Rigo über Land marschiert war, wurde im Gebiet um Jaure eingesetzt. Der Rest der beiden US-Regimenter konzentrierte sich nördlich des Owen-Stanley-Gebirges und war bereit, die Japaner zusammen mit der australischen 7. Division anzugreifen.
Fälschlicherweise meldete die alliierte Aufklärung dem Führungsstab an der Front, dass ihr nicht mehr als 1.500 bis 2.000 Feinde gegenüber stünden und eine Kapitulation der Japaner um den 1. Dezember zu erwarten sei. Tatsächlich hielten rund 6.500 Japaner den Brückenkopf.

## Die Kampfhandlungen

### Landung bei Buna

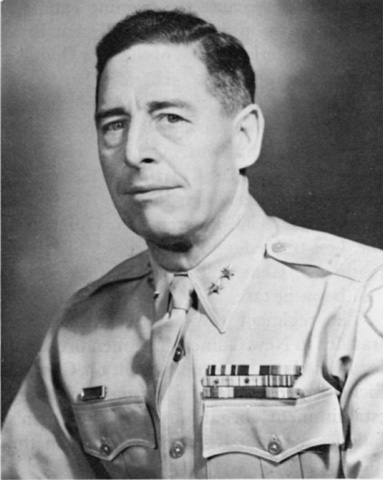
Generalmajor Edwin Harding

Am 16. November erhielt das japanische Marinehauptquartier in Rabaul einen Geheimdienstbericht von enormer Bedeutung. Alliierte Schiffe wurden während der Landung von Luftpatrouillen in der Oro Bucht, etwa 15 Kilometer südlich von Buna, gesichtet.
Die Stärke der Landungseinheiten lag bei ungefähr tausend Mann. Es handelte sich um die 32. US-Division unter dem Kommando von Generalmajor Edwin Harding und die australische 7. Division unter Generalmajor George Vasey. Gegen 17 Uhr griffen 30 Jäger und Bomber die Landungstruppen an, versenkten drei Transporter und verursachten Brände auf zwei weiteren, die später sanken. Aufklärungsflugzeuge der japanischen Armee entdeckten einen Flugplatz etwa 10 Kilometer südöstlich von Buna und zwei Flugplätze in Mendaropu, etwa 25 Kilometer südöstlich von Buna.
Die alliierten Truppen rückten am 16. November vor, die 32. Division gegen Buna und die 7. Division gegen Gona und Sanananda. Einheiten auf beiden Seiten der Grenze zwischen den Divisionen sollten besonders darauf achten, ihre innere Flanke nicht freizulegen. Die 32. Division sollte zusätzlich zu ihrer Kampfrolle eine Landebahn in Dobodura errichten, die Überquerung des Flusses Girua in der Nähe von Soputa sichern und halten und für die Sicherheit der rechten Flanke vor feindlichen Angriffen auf See sorgen.

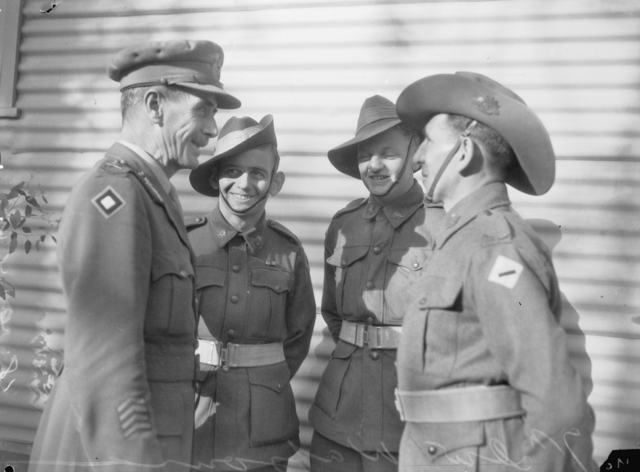
Generalmajor George Vasey (links) spricht mit drei Soldaten seiner Division

Am frühen Morgen des 16. November, als die Amerikaner den Angriff eröffneten, beendeten die Australier die Überquerung des Kumusi. Eine Pionierabteilung der 25. Brigade begann eine Landebahn am Ostufer des Flusses zu errichten, der Rest marschierte auf Gona und die 16. Brigade auf Sanananda. Das vorgeschobene Hauptquartier der 7. Division überquerte den Fluss direkt hinter der 16. Brigade.
Unterdessen entflammten die Kämpfe auf beiden Seiten des Girua. Links stieß die 7. Infanteriedivision in den ersten beiden Tagen auf keine feindliche Gegenwehr, hatte aber mit anderen Problemen zu kämpfen. Die Australier überdehnten schnell ihre Versorgungslinie und mussten ihre Rationen kürzen. Die große Hitze führte zu Erschöpfungen, und die unzähligen Fieberkrankheiten in Neuguinea reduzierten die Truppenstärke stetig. Als die ersten Schüsse am 18. November fielen, stellten die Truppen fest, dass jede Annäherung an die Sümpfe und Bäche sie in feindliches Maschinengewehrkreuzfeuer führte. Trotz der heftigen japanischen Verteidigung und ohne Artillerieunterstützung drängten die Australier voran. Aber auch nach drei Tagen schwerer Kämpfe konnten sie immer noch nicht Gona einnehmen. Rechts von der Division blieb ein Vorstoß auf Sanananda aus, obwohl es den Truppen gelang eine Straßensperre hinter dem Feind zu errichten.
Im amerikanischen Angriffssektor kam es zu noch größeren Problemen. In der Hoffnung die Küstengewässer zu ihrer rechten Seite zur besseren Versorgung der Truppe zu nutzen, lud die 32. Division Munition, Rationen, Funkgeräte und schwere Waffen auf kleine Fischerboote. Nach fragwürdiger Planung machten sich die schwer beladenen Boote ohne Luftunterstützung auf den Weg. Japanische Zeros entdeckten kurz darauf die Boote und versenkten mit Tiefflugangriffen alle bis auf eines. Ohne Aussicht auf Nachschub kämpften die Amerikaner weiter und erhielten am 19. November japanisches Abwehrfeuer aus unsichtbaren Verteidigungsstellungen. Zwei Tage später bombardierten Flugzeuge der Fifth Air Force zweimal die 128. Infanterietruppen (→ Friendly Fire), töteten zehn und verwundeten vierzehn Mann. Trotz dieser Rückschläge führte die 32. Division mehrere lokale und drei große Angriffe gegen japanische Stellungen durch, aber es gelang nicht die Japaner zu vertreiben.
Der Angriff war eröffnet, aber der Zustand vieler angreifender Truppen ließ zu wünschen übrig. Die 16. und 25. Brigade, die den Feind fast bis über die Owen Stanleys gejagt hatten, waren seit fast zwei Monaten unter schwierigsten Bedingungen im Dauereinsatz. Sie hatten viele Männer verloren, und die verbliebenen waren erschöpft. Die 21. Brigade, General Vaseys Reserve, war zwar ausgeruht und neu gruppiert, aber weit unter der Sollstärke. Nur die unerprobten Amerikaner, die zu dieser Zeit knapp 7.000 Mann zählten, konnten als frische Truppen betrachtet werden.

### Der Zustand der 32. Division

Die Division, deren Abzeichen ein roter Pfeil mit einem Querstrich auf dem Schaft ist, war eine ehemalige Einheit der Nationalgarde von Michigan und Wisconsin. Sie war eine hochdekorierte Einheit im Ersten Weltkrieg, nachdem sie an Schlachten bei der Aisne-Marne, der Oise-Aisne und der Maas-Argonne teilgenommen hatte. Eigentlich war die Division für den Kampfeinsatz in Europa vorgesehen, wurde jedoch im letzten Moment in den Pazifik befohlen. Die Division übernahm in San Francisco mehr als 3.000 Ersatzkräfte und erreichte am 14. Mai Adelaide in Australien. Die Ausbildung hatte kaum begonnen, als die Division erneut Befehl zur Verlegung erhielt – diesmal nach Brisbane. Die Verlegung wurde Mitte August abgeschlossen. Die Ausbildung im Camp Cable, dem Lager der Division in der Nähe von Brisbane, hatte gerade wieder begonnen, als die ersten Einheiten nach Neuguinea abzogen. Diese Verlegungen führten dazu, dass die Truppen für die anstehende Aufgabe nicht nur unzureichend ausgebildet, ausgerüstet und unterstützt waren, sondern auch viele der Schwierigkeiten, denen sie in Buna begegnen sollten, weder vorher geübt hatten noch damit rechneten.
Die Truppen litten vor Ort unter Malaria und Denguefieber. Hinzu kamen Depressionen und Mattigkeit, die durch das Klima und unzureichende Ernährung verursacht wurden. Salz- und Vitamintabletten konnten die Situation nur lindern. Innerhalb von 2 Wochen nach der Ankunft im Einsatzgebiet begann die Krankheitsrate zu steigen und es wurde ein hoher Prozentsatz jeder Kampfeinheit mit Malaria oder einem anderen Fieber ins Lazarett eingeliefert. Für jeweils zwei Männer, die im Kampf ums Leben kamen, waren fünf wegen Fieber außer Gefecht. Tägliche Dosen von Chinin oder Atabrin waren obligatorisch, unterdrückten jedoch nur die Symptome.

### Landung auf Goodenough
Zeitgleich mit dem Vormarsch von Wanigela wurde auf der Insel Goodenough eine Aufklärungseinheit angelandet. Sie sollte auf der Insel einen Standort für ein Flugfeld erkunden, um dort einen Versorgungsstützpunkt einzurichten. Zugleich wollte man den Japanern damit zuvorkommen, die möglicherweise ähnliche Pläne hatten.
Die sogenannte Drake Force bestand aus einem Bataillon der australischen 18. Brigade und Hilfstruppen. Sie bestiegen in der Nacht vom 22. Oktober zwei Zerstörer und landeten in der Mud-Bucht und der Taleba-Bucht. Dort stießen sie in der Nähe der Kilia Mission auf eine kleine Streitmacht der Japaner, die dort im August gestrandet war, als alliierte Flugzeuge ihre Lastkähne zerstört hatten, in denen sie sich von Buna aus dem Angriff auf die Milne-Bucht anschließen wollten. Nach einem kurzen, aber schweren Gefecht zogen sich die japanischen Einheiten am 27. Oktober auf die Fergusson-Insel zurück. Goodenough wurde von den Alliierten in der Folge zu einer wichtigen Basis ausgebaut.

### Die Patt-Situation
Obwohl die Alliierten hofften, dass mit einer koordinierten Aktion der drei alliierten Streitkräfte, die vor den letzten verbliebenen feindlichen Hochburgen in Papua standen, ein früher Sieg errungen werden könnte, kam es zu einer Patt-Situation. Die Japaner erkannten jedoch auch, dass sie sich nicht mehr zurückziehen konnten, ohne die lebenswichtigen Luftwaffenstützpunkte entlang der Nordküste zu verlieren, und waren entschlossen, ihre Positionen unabhängig von den zu erwartenden hohen Verlusten zu halten.
Am 18. November gelang es einem japanischen Konvoi im Geleit von 3 Zerstörern Buna zu erreichen. Die japanischen Zerstörer Umikaze und Kawakaze wurden dabei zwar durch B-17 Bomber der USAAF bombardiert und beschädigt, konnten dort aber Truppen zur Verstärkung absetzen.
Weitere B-17 Bomber der USAAF griffen am 29. November einen japanischen Konvoi auf dem Weg nach Buna an und beschädigten die Zerstörer Shiratsuyu und Makigumo. Den Zerstörern Kazegumo und Yūgumo gelang es Nachschub an Land zu bringen.

### Alliierte Neustrukturierung
Um die bestehende festgefahrene Situation zu überwinden, sandte General MacArthur einen neuen Kommandeur in die Region, General Robert Eichelberger. Er erreichte am 1. Dezember mit seinem Stab Dobodura und übernahm die Operationen östlich des Flusses Girua.

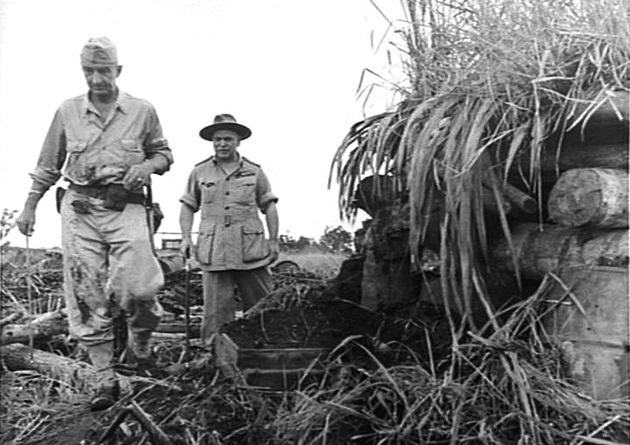
Blamey und Eichelberger inspizieren einen Bunker bei Buna

Die Einheiten der 32. Division waren während der Kämpfe stark unorganisiert, was die Befehlskette ernsthaft schwächte. Daher gruppierte Eichelberger die verstreuten Einheiten sofort neu und organisierte gleichzeitig das gestörte und unzuverlässige Versorgungssystem. Korps- und Divisionsstäbe wurden zusammengelegt, um das Hauptquartier der Buna Force zu bilden. Die kombinierten US-amerikanischen und australischen Truppen nördlich des Owen-Stanley-Gebirges wurden General Edmund Herring unterstellt.
General Blamey war in doppelter Funktion als Kommandeur der New Guinea Force und der Allied Land Forces tätig, deren Hauptquartier am 28. November in Popondetta eingerichtet wurde. Brigadegeneral Albert W. Waldron ersetzte General Harding als Kommandeur der 32. Division.

### Gona fällt an die Alliierten

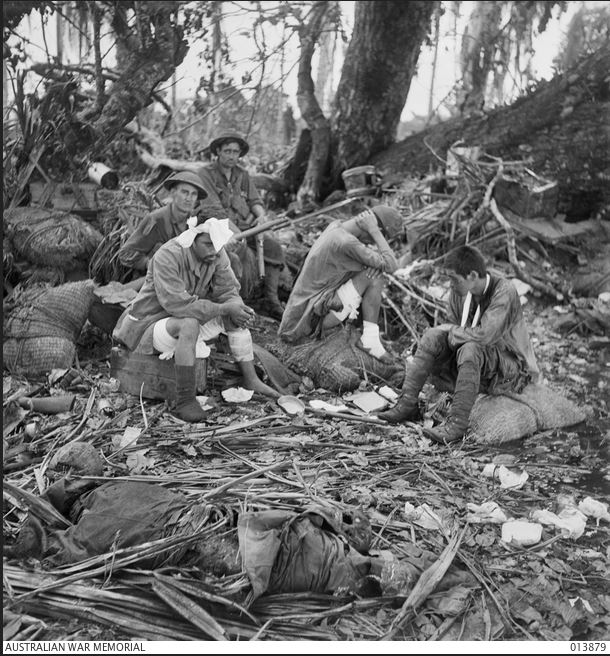
Gefangene japanische Soldaten bei Gona

Am 1. Dezember erfolgte ein neuerlicher, aber erfolgloser australischer Angriff auf Gona. Daraufhin beschloss Vasey, es noch einmal mit den einzigen verfügbaren, frischen Truppen, dem 39. Bataillon, zu versuchen, da es nicht mehr möglich war, die eingekesselten Japaner zur Aufgabe zu zwingen. Zwar konnten die Japaner keinerlei Verstärkung mehr direkt in das Gebiet von Buna-Gona verlegen, aber sie versuchten eine Streitmacht von 2.500 Mann nördlich von Gona an der Mündung des Kumusi aufzubauen. Der neue japanische Befehlshaber Generalmajor Tsuyuo Yamagata plante die australische Flanke bei Gona zu umgehen und die kürzlich errichteten alliierten Flugplätze in Soputa und Dobodura einzunehmen. Ohne diese wären die Alliierten nicht in der Lage sich selbst zu versorgen und müssten sich zurückziehen.
Eine Einheit der australischen 21. Brigade hielt das Gebiet nördlich von Gona bis zum Amboga. Ihr gelang es, die Japaner an dieser neuen Front davon abzuhalten, sich Gona zu nähern.

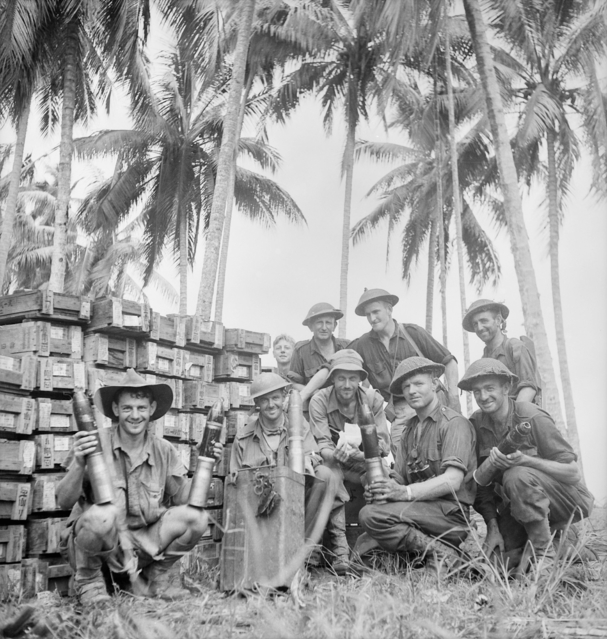
Bei Gona durch die Australier erbeutetes japanisches Munitionslager

Am 8. Dezember begann der Angriff auf Gona und diesmal war er erfolgreich. Am nächsten Tag fiel Gona an die australischen Einheiten. Es gelang nur sehr wenigen Japanern zu entkommen.

### Alliierte Vorstöße bei Buna
Auch ohne Artillerie und Panzer versuchten die Alliierten die japanische Verteidigung bei Buna zu durchbrechen. Am 5. Dezember führten fünf australische Bren-Carrier, kleine ungepanzerte Kettenfahrzeuge, den amerikanischen Angriff an. Alle wurden innerhalb von 20 Minuten von den Japanern ausgeschaltet und der Angriff geriet ins Stocken.
Der einzige kleine Erfolg an der amerikanischen Front in der ersten Dezemberhälfte wurde auf der linken Frontseite erzielt, wo es einer Einheit gelang, das Dorf Buna von der Hauptverteidigung der Buna Einkesselung abzuschneiden. Die Japaner evakuierten am 14. Dezember den Kessel.

### Luftangriffe der Japaner und Alliierten
Am 7. Dezember griffen drei japanische Sturzkampfflugzeuge der Marine und 18 hochfliegende Bomber, die von Zeros eskortiert wurden, das 2. Feldlazarett in Simemi an und verursachten schwere Verluste.
Während sich die Japaner Ende Dezember in Richtung Meer zurückzogen, versuchten am 27. Dezember 41 Zeros und Sturzkampfbomber die alliierten Stellungen anzugreifen. Acht P-38 gelang es sie abzufangen. Zwei japanische Flugzeuge wurden abgeschossen und die drei abgeworfenen Bomben richteten keinen Schaden an.
Strategisches Bombardieren und Beschießen japanischer Flugplätze in Lae, Salamaua und Rabaul durch die 5th Air Force war durch die geringe Anzahl verfügbarer Flugzeuge nur stark eingeschränkt möglich, da viele der Maschinen in die Kämpfe um die Salomonen eingebunden waren. Zwischen dem 1. November 1942 und dem 31. Januar 1943 wurden nur 13,5 t Sprengstoff auf Bodenziele und Schiffe außerhalb der Küstenregion im Südosten Neuguineas abgeworfen. Flugzeuge in der Kampfzone mussten normalerweise auf dschungelbedeckte Bodenziele zielen, die nur in extrem niedrigen Höhen sichtbar waren. Auch die taktische Aufklärung war sehr schwierig. Jedoch gelang es australischen Wirraways aus Dobodura kommend, Ende November Informationen zu sammeln, die zu einem präzisen alliierten Artilleriefeuer beitrugen, das sonst aufgrund der Ungenauigkeit der verfügbaren Karten nicht möglich gewesen wäre.

### Nachschub von See

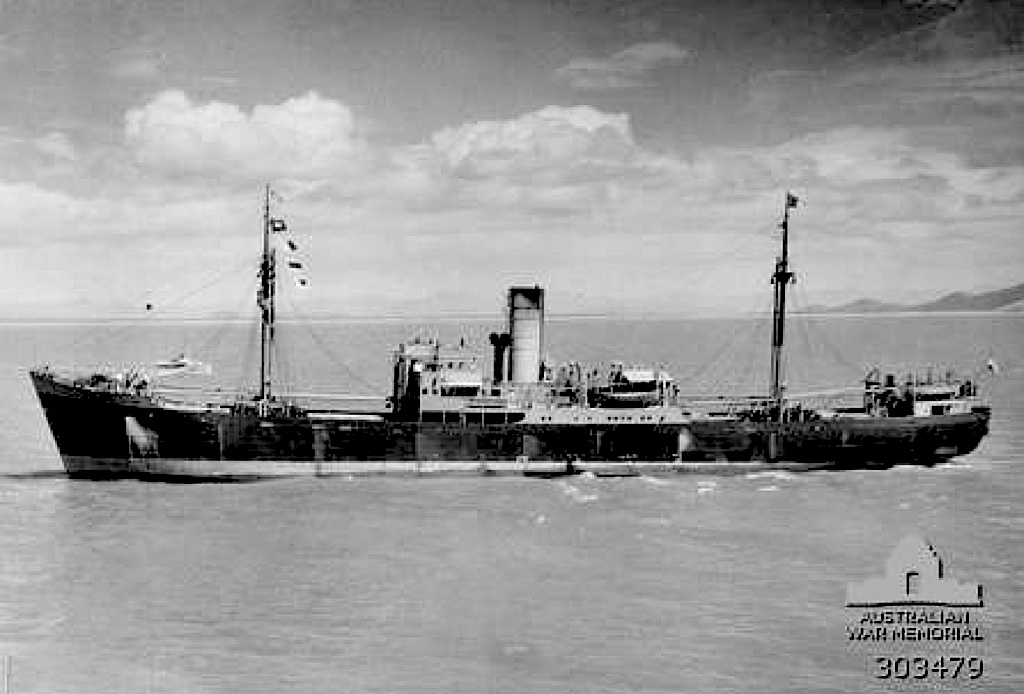
Der Dampfer Karsik

Unter Geleitschutz der australischen Korvette Lithgow brachte der niederländische Dampfer Karsik vom 10. bis zum 16. Dezember insgesamt acht gepanzerte Fahrzeuge in die Oro-Bucht. Sie sollten den Vormarsch der alliierten Truppen an Land unterstützen.
Die Korvetten Ballarat, Broome und Colac landeten am 14. Dezember ein Bataillon von 762 Mann und am 19. Dezember ein weiteres in der Stärke von 699 Mann in der Oro-Bucht an.
Zwischen dem 12. und 14. Dezember gelang es fünf japanischen Zerstörern, 800 Mann von Rabaul nach Cape Ward Hunt nördlich von Buna zu bringen. Der Zerstörer Isonami wurde bei einem Angriff durch B-17 Bomber am 13. Dezember beschädigt.
Am 29. Dezember wurden von den Korvetten Broome, Colac und Whyalla zusätzliche 615 Mann von Goodenough zur Oro-Bucht verbracht.

### Der Fall von Buna und Sanananda und Rückzug der Japaner

Am Strand bei Buna, dem letzten Punkt des japanischen Widerstands, liegen die Leichen getöteter japanischer Soldaten, nur wenige Schritte von ihrem zerschmetterten Landungsboot entfernt.

Mit Unterstützung durch ein amerikanisches Regiment sowie ausreichend Panzer-, Artillerie- und Luftunterstützung konnten bis zum 2. Januar 1943 die letzten japanischen Verteidigungsstellungen westlich von Giropa Point eingenommen werden. Am selben Tag wurde der Widerstand in der Buna-Region gebrochen. Etwa 2.700 Japaner hatten Buna mit elf Artilleriegeschützen verteidigt. 400 Soldaten flohen nach Sanananda, und die restlichen 2.300 starben in Buna. Die Alliierten verloren 2.870 Mann, 913 davon Australier.
Nach dem Fall von Buna verlegte die 18. Brigade und einige Panzer auf die Straße nach Sanananda. Am 12. Januar wurde ein weiterer Versuch unternommen, die starke japanische Stellung dort zu bekämpfen. Dieser Angriff brachte wenig Erfolg, aber es konnte eine weitere Straßensperre im Rücken der japanischen Einheiten errichtet werden.
Da sich die Lage der Japaner nun immer weiter verschlechterte, entschied das oberste Hauptquartier in Tokio, die verbleibenden 5000 Mann entlang der Küste auf Schienenwegen und mit Lastkähne über Salamaua nach Lae abzuziehen. Der Ausbruch sollte am 20. Januar beginnen, aber Oberstleutnant Hatsuo Tsukamoto, der das Kommando der Sanananda-Streitkräfte an der Straßenblockade innehatte, nahm die Angelegenheit selbst in die Hand. Zusammen mit seinen Männern floh er zwei Wochen vorher zum Fluss Amboga, um sich den dortigen Japanern anzuschließen. Somit konnten die Australier nun den Ring um Sanananda noch enger ziehen. Als der japanische Ausbruch dort am 20. Januar stattfand, war er deutlich weniger erfolgreich als der von Tsukamoto zwei Wochen vorher.
Obwohl die Schlacht von Buna-Gona-Sanananda am 22. Januar offiziell beendet wurde, gab es noch für etwa zwei Wochen Kämpfe mit kleineren japanischen Gruppen, die sich entlang der Küste durch das Gebiet der australischen 14. Brigade am Amboga schlichen.
Die Japaner flüchteten zum Kumusi und trafen dort am 23. Januar ein. Von 300 Soldaten des 144. Infanterieregiments, die den Südwestsektor verlassen hatten, waren nur 140 am Fluss angekommen. Weitere 26 Mann einer kleineren Einheit des 41. Infanterieregiments konnten die Mündung des Kumusi am 28. Januar erreichen und kurz darauf 45 weitere. Andere Einheiten erreichten nach und nach das rechte Ufer des Kumusi-Flusses. Bis zum 5. Februar hatten sich fast alle überlebenden japanischen Soldaten dort eingefunden und zwischenzeitlich konnte schrittweise der Rückzug nach Mambare begonnen werden, der am 7. Februar vollzogen war.
Ab dem 11. Februar begann dann die Verlegung der Einheiten nach Lae und Salamaua, was nur unter großen Umständen und sehr langsam erfolgte, da die Lastkähne öfters Schiffbruch erlitten. Aufgrund der unhygienischen Bedingungen in der Nähe der Flussmündung des Mambare litten viele Truppen unter Magenbeschwerden und anderen Krankheiten.

## Folgen
Das Ende der Kämpfe auf dem Kokoda-Track und um Buna-Gona-Sanananda markierte die erste siegreiche Operation der alliierten Bodentruppen gegen die Japaner. Damit war auch die erste Phase der Operationen im südwestpazifischen Raum beendet.
Mit Ausnahme der Besetzung der Kei-, Aroe- und Tanimbarinseln und einigen Luftangriffen auf Darwin verbuchten die Japaner keine weiteren Erfolge. Im besonders kritischen Sektor um Neuguinea, dem Bismarck-Archipel und den Salomonen konnten die japanischen Fortschritte gestoppt und zurückgeworfen worden.
Australien und die Versorgungslinien aus den Vereinigten Staaten waren gesichert, und zugleich bildete die feste Errichtung einer Basis in Papua die Möglichkeit zu einem entscheidenden Schritt in Richtung einer alliierten Gegenoffensive zur Isolierung des großen japanischen Stützpunktes in Rabaul.
Für einige höhere japanische Offiziere und Kommandeure bedeutete der Rückzug eine so hohe Schmach, dass sie es vorzogen Suizid zu begehen, so beispielsweise der Befehlshaber der Südseestreitkräfte, Generalmajor Kensaku Oda.

## Gedenkorte

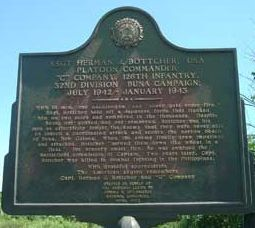
Gedenktafel für die 32. Division

### Buna
In Buna sind mehrere Tafeln zu finden, die an die Kämpfe erinnern.
Eine Tafel dient der Erinnerung an die 32. Infanteriedivision. Im Speziellen wird hier Captain Herman John Bottcher erwähnt, ein deutschstämmiger, amerikanischer Soldat, dem für seine besonderen Leistungen während der Kämpfe das Distinguished Service Cross verliehen wurde.
Eine weitere Gedenktafel erinnert an die alliierten Gefallenen bei den Kämpfen um Buna.
Die zur Erinnerung an die Eroberung des Buna-Flugfeldes 1952 aufgestellte Gedenktafel wurde später wieder entfernt.

### Sanananda
In Sanananda liegen mehrere beschriftete Erinnerungsplatten die australischen Einheiten gewidmet sind. Bspw. dem 55. Infanteriebataillon, oder den Gefallenen im Allgemeinen.
Die Japaner legten eine Gedenktafel an der Stelle der ehemaligen Straßensperre nach Sanananda nieder.